# Aristolochia ruiziana
Aristolochia ruiziana är en piprankeväxtart som först beskrevs av Johann Friedrich Klotzsch, och fick sitt nu gällande namn av Pierre Étienne Simon Duchartre. Aristolochia ruiziana ingår i släktet piprankor, och familjen piprankeväxter. Inga underarter finns listade i Catalogue of Life.